# ミュージカル落語
ミュージカル落語（みゅーじかるらくご）は、劇団四季出身の落語家、三遊亭究斗が創作した古典落語でも新作落語でもない新たな落語のスタイルである。2011年10月14日に正式に登録商標される。第5444396号「ミュージカル落語」。

## 概要
2004年、三遊亭究斗が三遊亭亜郎を名乗っていた二つ目時代、自らの経歴（劇団四季にミュージカル俳優として10年間在団し、その後三遊亭円丈門下となり落語家へ転身、ミュージカル俳優として東宝などでも活動）を生かして創作した、ミュージカルと落語を融合した落語の新しい表現方法である。
ピアノやチェロといったアコースティック音楽の伴奏を付け、噺の中に歌ったり、バックミュージックとして取り入れたりしながら、古今東西の名作や偉人伝をわかりやすく、面白く“語り歌う”エンターテイメント。
笑いあり涙ありとエンターテイメント性が高く、従来の落語ファン以外の層からも注目を集めている。
さだまさしの楽曲「償い」を題材としたミュージカル落語「つぐない」では、細かな心理描写や極めて道徳的な作品であるとして評価を得ている。
全国の小中高等学校へ芸術鑑賞会などで披露している。
2009年現在、東京都新宿の「ミノトール2」や埼玉県「所沢市民文化センターミューズ」などで聴くことができる。
2014年、第69回文化庁芸術祭参加公演・参加作品として「ミュージカル落語「レ・ミゼラブル」withオーケストラ」が承認された。

## エピソード
2008年5月30日、NEWS23にて「亜郎のミュージカル落語」特集でスタジオ生ライブを行った際、出演後に電話の問い合わせがあり、当番組史上最多の問い合わせ件数を記録した。

## 作品
- ベルサイユのばら
- 美空ひばり物語
- 越後吹雪・ピアフの讃歌
- 三国志
- エルヴィス・プレスリー物語
- ベートーヴェン物語
- リストとショパン物語
- レ・ミゼラブル　テナルディエ物語
- オペラ座の怪人
- ウエストサイド物語
- サウンド・オブ・ミュージック
- ルイ・アームストロング物語（ジャズ落語）
- 若き日の画家モネ
- 一口弁当
- つぐない
- 文七元結
- オペラ狂いの男

## 備考
三遊亭究斗が2004年にミュージカル落語を演じ始める以前は、林家しゅう平がミュージカルのテーマ曲で登場、落語の主人公の了見で一人ミュージカルを演じたり、高座で宝塚ナンバーを唄ったりして「ミュージカル落語」を名乗っていた。